# Будоговищи
Будоговищи — деревня в Белёвском районе Тульской области России. Население - 82 человека (2021). 
В рамках административно-территориального устройства входит в Беляевский сельский округ Белёвского района, в рамках организации местного самоуправления включается в сельское поселение Правобережное.

## География
Расположена в 111 км к юго-западу от Тулы и в 29 км к юго-востоку от райцентра, города Белёва.

## Население
| 2002 | 2010 |
| ---- | ---- |
| 146  | ↘101 |